# Белок Бенс-Джонса

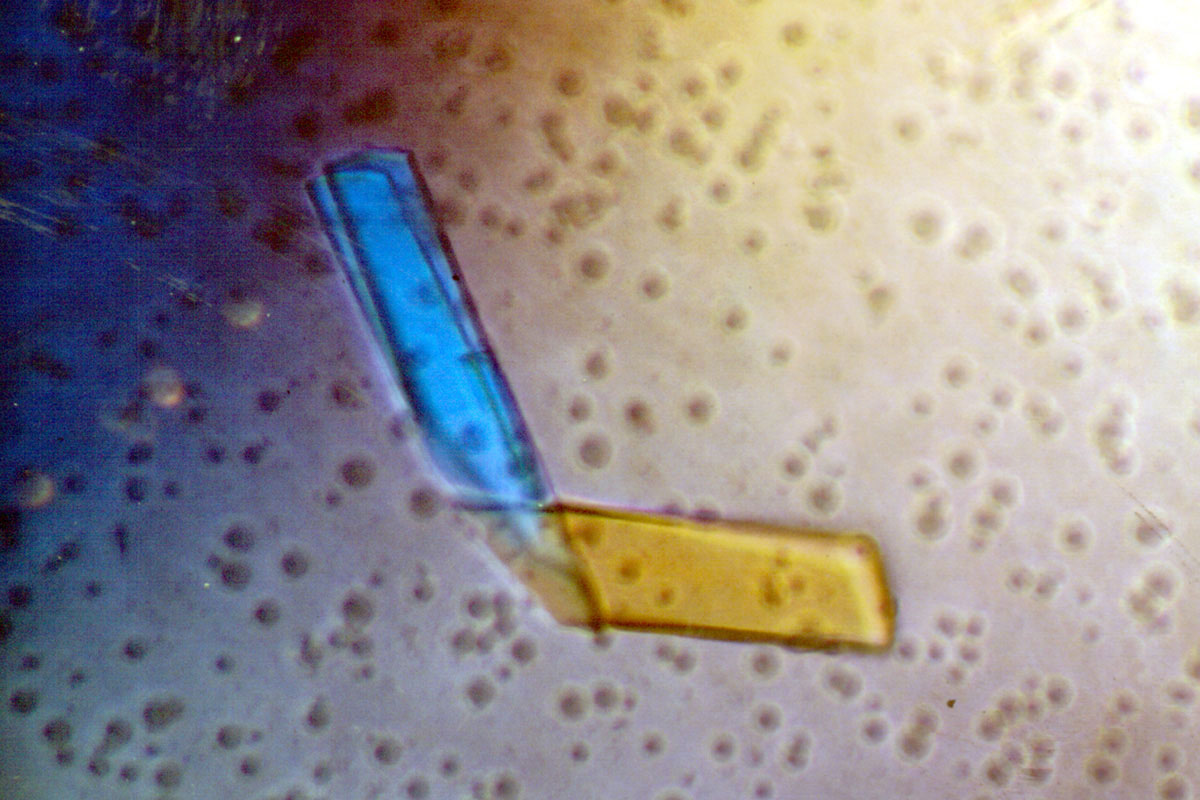
Белок Бенс-Джонса, благодаря взаимодействию с другими белками мочи, в частности, с белком Тамма-Хорсфалла, может имеет вид кристаллических цилиндров на рентгеновской кристаллографии

Белок Бенс-Джонса — легкие цепи моноклональных иммуноглобулинов в моче, секретируемые опухолевыми клетками. Обнаружение белка Бенс-Джонса может свидетельствовать о миеломной болезни или макроглобулинемии Вальденстрема. У здоровых людей небольшое количество свободных легких цепей продуцируется постоянно, наряду с полными молекулами иммуноглобулинов. В связи с небольшой молекулярной массой и нейтральным зарядом они фильтруются в первичную мочу через базальную мембрану клубочка, затем реабсорбируются и подвергаются метаболизму в проксимальных канальцах, не попадая в конечную мочу. При появлении злокачественных клеток, происходит переизбыток свободных легких цепей в первичной моче и появлению белка Бенс-Джонса в конечной моче, что также может свидетельствовать о нарушениях в работе почек. При обнаружении белка Бенс-Джонса в моче необходимо его типирование, оценка соотношения каппа- и лямбда-цепей для оценки рисков и вероятных механизмов патогенного воздействия на почки.
Выделение белка Бенс-Джонса может сопровождать поражение почечных канальцев при миеломной болезни может сопровождаться развитием вторичного синдрома Фанкони с нормогликемической глюкозурией, аминоацидурией, фосфатурией и проксимальным канальцевым ацидозом с мышечной слабостью и недостаточной минерализацией костей.
Белок Бенс-Джонса, проникая в канальцы почек, повреждает их эпителий и забивает интерстиций, в результате чего происходит склерозирование стромы почки, приводя к почечной недостаточности.
Назван по имени английского врача Бенс-Джонса, описавшего его в 1847 году.